# Joan Margarit i Serradell
Joan Margarit i Serradell   (Barcelona, 14 de gener de 1908 - Barcelona, 27 d'octubre de 1997) va ser un arquitecte català i pare del poeta i també arquitecte Joan Margarit i Consarnau.

## Biografia
Va néixer dins una família obrera i una vegada obtingut el títol d'arquitecte en la postguerra, davant la manca d'encàrrecs a Barcelona va haver de desplaçar-se a altres ciutats. Va treballar a Figueres, Girona i Tenerife, i de finals de la dècada dels 1950 a inicis de la de 1960, va ser l'arquitecte municipal de Las Palmas (Illes Canàries) on l'any 1958 va fer el Mercat Central.
Segons el seu fill Joan Margarit i Consarnau, el seu pare va ser «un dels primers urbanistes que a Espanya va parlar de l'urbanisme modern, un urbanisme lligat a l'economia i la política».